# Lisi Dół

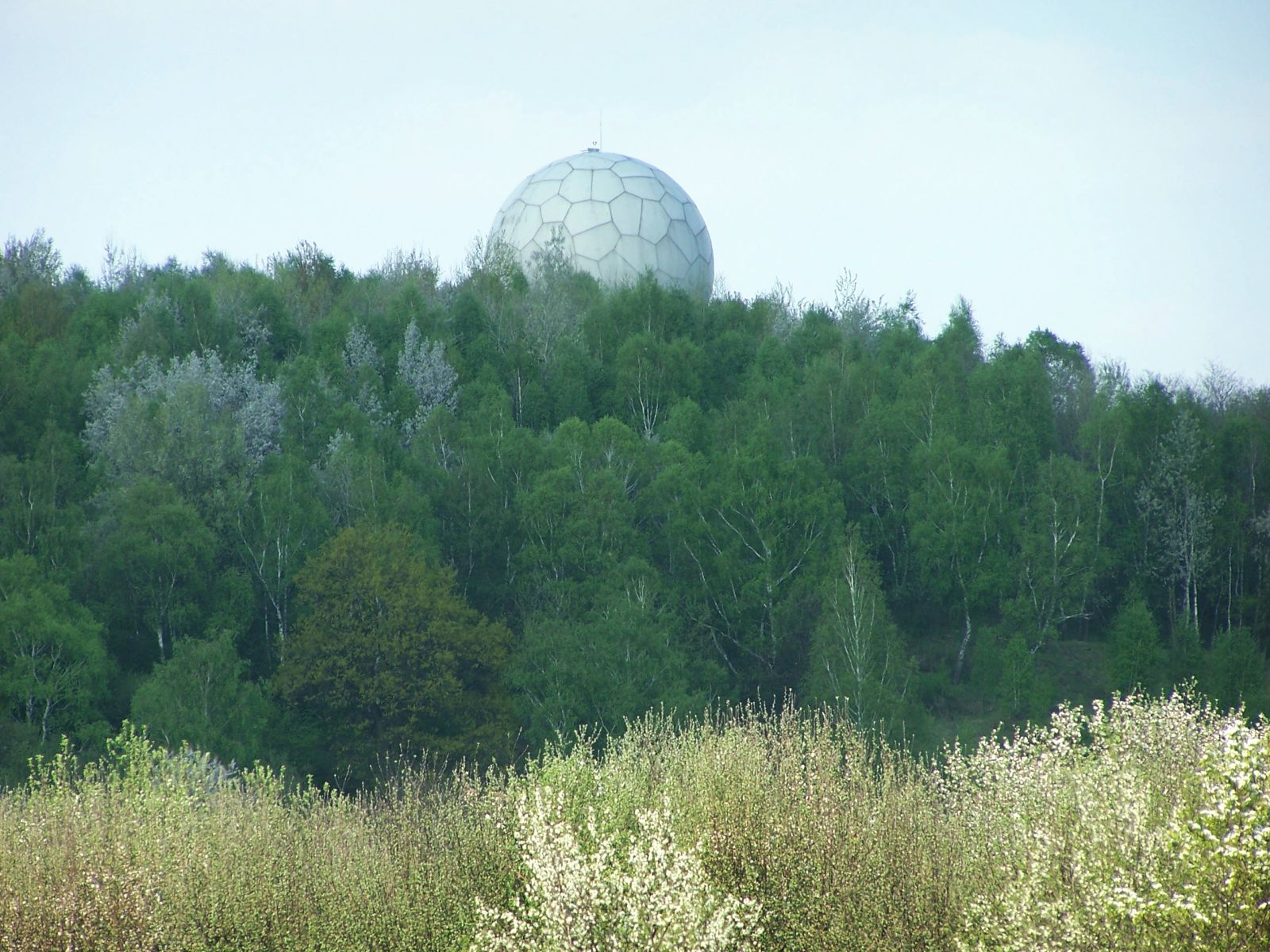
Budynek stacji kontroli lotów (Zapałka) na szczycie wzgórza

Lisi Dół – wąwóz na obszarze Garbu Tenczyńskiego w Lesie Zabierzowskim, na północny wschód od Doliny Grzybowskiej, pomiędzy miejscowościami Burów, Balice i Zabierzów (na ich granicach administracyjnych). Prowadzi nim droga leśna łącząca Burów z radarem Zapałka oraz szlak rowerowy. Cały teren jest zalesiony (Las Zabierzowski) i wchodzi w skład Tenczyńskiego Parku Krajobrazowego. W wąwozie znajdują się skałki wapienne, najbardziej znane to Siedem Dróg i Studzienki. 